# Clacton-on-Sea

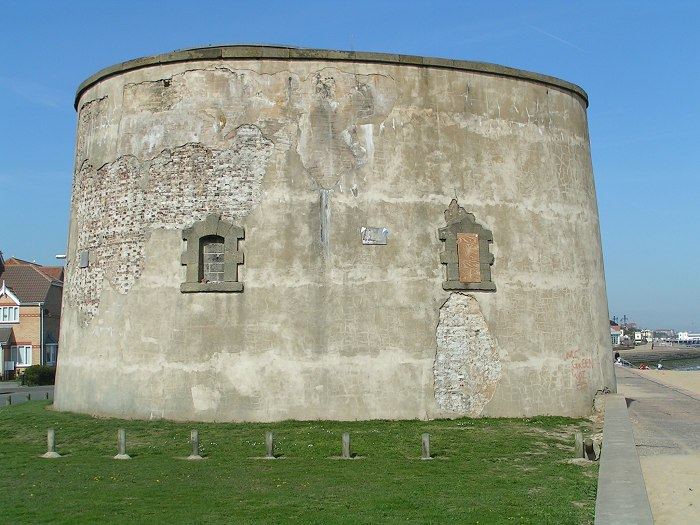
De martellotoren van Clacton

Clacton-on-Sea is een plaats aan de oostkust van Engeland, het ligt aan de Noordzee.
Clacton-on-Sea is de grootste plaats op het schiereiland Tendring en werd in de huidige vorm in 1871 gesticht. Daarvóór was Great Clacton, thans een wijk in de stad, hoofdplaats van de nederzetting. De badplaats was in periode van 1950 tot 1980 zeer populair, maar verloor zoals veel Engelse badplaatsen de concurrentie met buitenlandse vakantiebestemmingen toen die voor veel mensen tegen geringe kosten bereikbaar werden. Clacton-on-Sea is nu een populaire woonplaats voor gepensioneerden.

## Geschiedenis
Het gebied van Clacton is een van de oudste bewoonde plaatsen van Groot-Brittannië. In de omgeving zijn beenderen en werktuigen gevonden die dateren van 400.000 jaar geleden. De plaats was rond 100 v.C. mogelijk door Kelten bewoond. Er zijn sporen die er op zouden duiden dat de nederzetting in de Romeinse tijd al een badplaats was. De Saksen die er woonden noemden rond 500 de plaats Claccingaton. In het Domesday Book uit 1066 staat het vermeld als Clachintuna, een eigendom van de bisschop van Londen. Er werd in de 19e eeuw een martellotoren in Clacton-on-Sea gebouwd als onderdeel van de verdedigingslinie aan de oostkust van Engeland.

## Industrie
Voor de Industriële revolutie bestond de bedrijvigheid in Clacton voornamelijk uit akkerbouw. Er werd in 1867 een door stoom aangedreven molen gebouwd om de windmolen te vervangen. Die werd in 1918 gesloopt. Tegenwoordig ligt er een belangrijk industrieterrein in het noordoosten van de stad.

## Verbindingen
Clacton is beginpunt van de snelweg A133, die naar Colchester loopt.
De stad heeft een spoorwegstation, station Clacton-on-Sea, aan de Sunshine Coast Line. Station Thorpe-le-Soken ligt ook langs deze lijn.
Het busstation wordt bediend door verschillende busondernemingen die rijden naar bestemmingen als Colchester, Brightlingsea, Harwich en Walton-on-the-Naze. Langeafstandsbussen van National Express rijden naar Londen en Liverpool.
Het vliegveld Clacton Airport is sinds de Tweede Wereldoorlog in gebruik.

## Scholen
St Osyth's Teacher Training College was gevestigd in verschillende gebouwen in Clacton, vooral langs de Marine Parade East. Het ging eind jaren 70 met het North East Essex Technical College samen. De stad heeft drie middelbare scholen, Clacton County High School, Colbayns High School en Clacton Coastal Academy.

## Stedenband
Clacton-on-Sea onderhoudt een stedenband met:
- Biberach an der Riß
- Valence sinds 1969

## Geboren in Clacton-on-Sea
- Jennifer Worth (1935-2011), verpleegster en musicus
- Paul Banks (1978), zanger

## Trivia
- Vivian Woodward groeide in de stad op.
- De stad was het decor van een aantal scènes in de film It couldn't happen here.
- Het vliegveld kreeg in de jaren 90 enige bekendheid door de serie Airport van de BBC.